# Passerella iliaca iliaca
Passerella iliaca iliaca é uma subespécie que se refere ao coletivo dos táxons mais coloridos do gênero Passerella, pertencentes à família Passerellidae.

## Taxonomia
Enquanto se aguarda uma aceitação mais ampla do status de espécie, Passerella iliaca iliaca é atualmente classificada como um “grupo de subespécies” dentro do gênero Passerella.
Há muito tempo suspeita-se que seja uma linhagem evolutiva separada devido à distinção morfológica, e isso é confirmado pela análise da sequência de mtDNA e dos dados de haplótipo. Esse grupo parece estar mais intimamente relacionado à subespécie Passerella iliaca schistacea [en], mas é muito provável que represente a divergência mais basal do clado de Passerella.

## Descrição

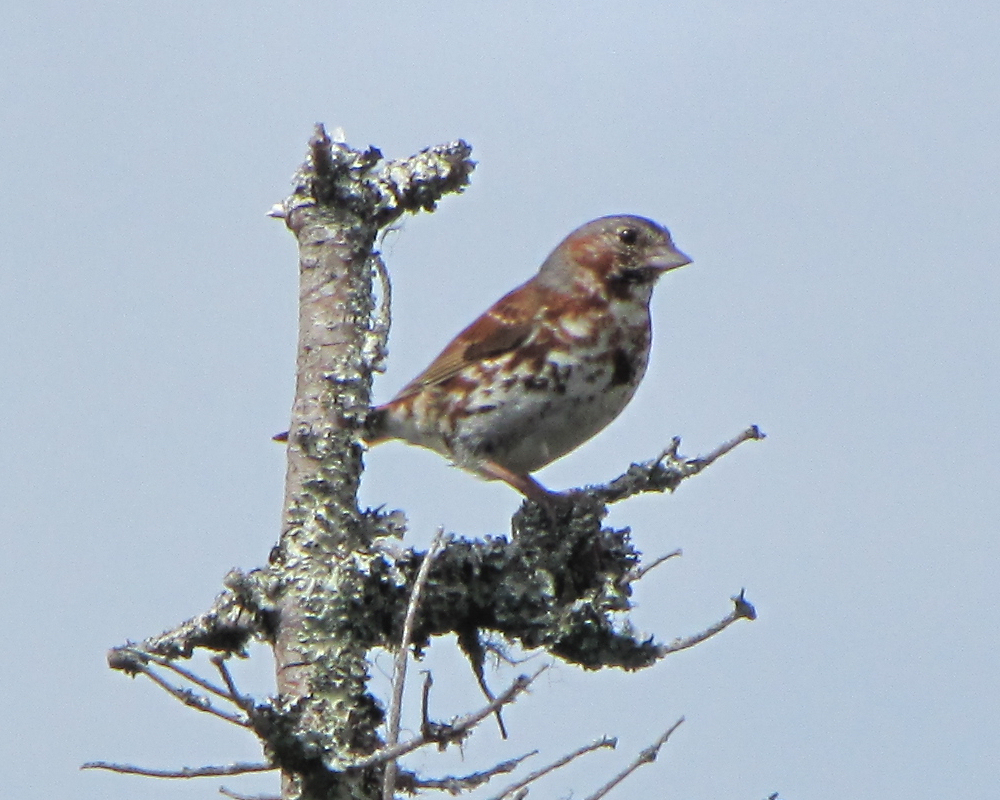
Port Rexton, Terra Nova e Labrador.

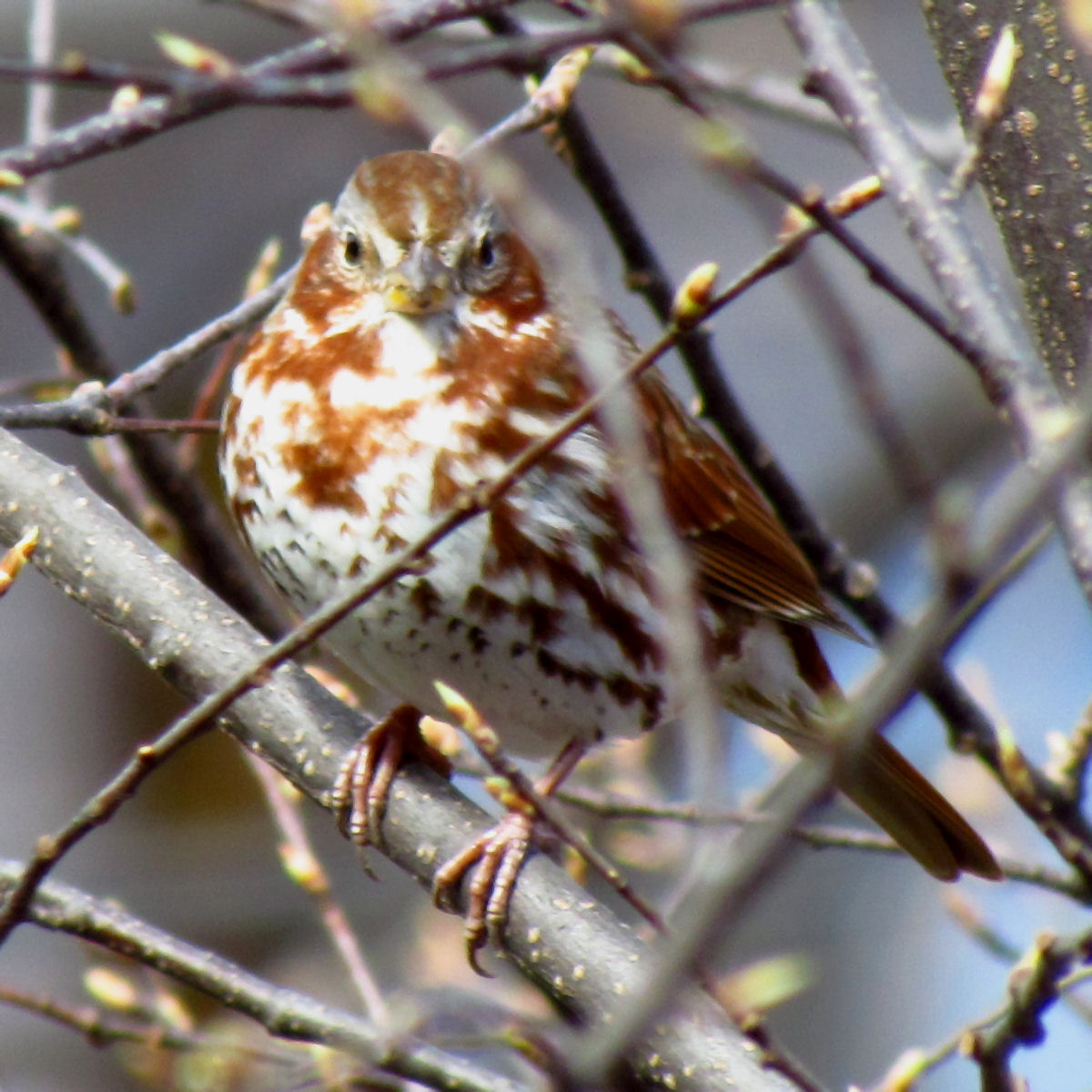
Ottawa, Ontário.

Passerella iliaca iliaca é um pardal grande, com comprimento de 15 a 19 cm, envergadura de 27 cm e peso médio de 32 gramas. A cabeça é cinza com uma píleo auricular ou coberturas de orelha em rufo. A garganta é branca com uma faixa lateral rufo em cada lado. O bico inferior é amarelo, enquanto o superior passa de amarelo na parte inferior para preto na parte superior. O peito tem listras marrom-avermelhadas com uma mancha central bagunçada. As listras continuam nos flancos, mas a barriga é geralmente branca. A combinação de estrias distintas de rufo e cinza no dorso com uma garupa cinza é diagnóstica. Os sexos são morfologicamente semelhantes.

### Vocalização
Sua voz é descrita como “um estalo alto como a do debulhador-ruivo”.

## Comportamento

### Reprodução
As aves se reproduzem em uma faixa ampla que se estende principalmente pelo habitat de taiga, da Terra Nova ao norte do Alasca. Seus habitats preferidos para reprodução são densos bosques de salgueiros e amieiros, bem como pântanos de píceas e abetos.
Elas podem fazer seus ninhos no chão ou em arbustos e árvores. Normalmente, eles fazem o ninho a menos de 2 metros do chão. A ninhada consiste em 3 a 5 ovos de cor azul-claro a verde-claro que são densamente manchados de marrom. A incubação dura entre 12 e 14 dias. Os ovos são incubados principalmente pela fêmea, embora ambos os sexos alimentem os filhotes. Os pássaros jovens são altriciais e nascem em 9 a 11 dias.

### Invernada e migração
Elas passam o inverno nas regiões temperadas e subtropicais da América do Norte; no norte dos Estados Unidos e no sul do Canadá, muitas vezes fazem apenas uma parada em sua migração para o sul. A migração da primavera começa por volta de fevereiro e, no início de maio, quase todas as aves já retornaram aos locais de reprodução. No outono, elas começam a se deslocar para o sul por volta do início de outubro e, em meados de novembro, apenas os últimos retardatários ainda permanecem no norte.

## Áreas de distribuição e variações geográficas
A variação geográfica no grupo de subespécies iliaca é menor em comparação com a variação individual, tanto na morfologia quanto nas amostras de dados moleculares. A subespécie Passerella iliaca zaboria difere da subespécie nomeada, Passerella iliaca iliaca, apenas por ter uma cabeça mais cinza e uma faixa malar mais marrom, em média. A distinção morfológica entre as subespécies não é pronunciada e as aves não residem durante todo o ano; portanto, a identificação positiva dentro do complexo de Passerella iliaca iliaca muitas vezes não é possível no campo, pelo menos em algumas regiões.
Entretanto, as populações ocupam áreas diferentes, aparentemente - até onde podem ser distinguidas - com apenas uma pequena faixa de sobreposição. A zona de contato é mais ou menos a área entre os rios Nelson e Churchill inferior, em Manitoba, no verão. No inverno, o rio Mississippi e os estados americanos do Alabama e da Geórgia marcam o limite aproximado entre as áreas de distribuição das subespécies. A P. i. iliaca ocorre do sul de Wisconsin e Ontário a leste de Massachusetts e, em seguida, ao longo da costa norte até o sul do Canadá; estende-se ao sul até o Golfo do México e o norte da Flórida, enquanto a P. i. zaboria ocorre do sudeste de Minnesota até as Grandes Planícies, ao sul do Texas e a leste até a zona de sobreposição mencionada acima.